# This is Gonna Hurt (canción de Bonnie Tyler)
«This is Gonna Hurt» (en español: «Esto va a doler») es una canción de la cantante galesa Bonnie Tyler, de su decimosexto álbum de estudio Rocks and Honey (2013). Fue escrita por los compositores de Nashville, Kurt Allison, Kelly Archer y David Fanning. La canción fue lanzada inicialmente por el propio sello discográfico de Tyler Celtic Swan Recordings en julio de 2013, y fueron lanzados en la radio británica. Fue lanzado en Alemania el 5 de julio de 2013, 16 de agosto en el Reino Unido y el 27 de agosto en Francia. «This is Gonna Hurt» es una canción country rock.

## Composición
La canción fue escrita por compositores de Nashville Kurt Allison, Kelly Archer y David Fanning.

## Respuesta de la crítica
La canción se observó en una revisión del álbum de Seen It Heart It. El revisor tomó nota de la guitarra de apertura como una reminiscencia de una canción de Foo Fighters, y describió la canción como un «sólido comienzo» para el álbum. Angus Quinn de wiwibloggs comparó la canción de Eurovisión de Tyler «Believe in Me» con «This Is Gonna Hurt», diciendo que: «Tyler tiene una excusa para tener su voz ronca en un primer plano». Concluyó diciendo que «es el tipo de canción en retrospectiva que debería haber cantado en Suecia». Entertainment Focus dijo que «la voz de Tyler es impecable y muestra a Bonnie haciendo lo que mejor sabe, cantando esos poderosos himnos de rock, como sólo alguien con una voz tan fuerte como la de Bonnie, lo puede hacer».

## Lanzamiento
| País        | Fecha                | Formato              |
| ----------- | -------------------- | -------------------- |
| Alemania    | 5 de julio de 2013   | CD, descarga digital |
| Reino Unido | 16 de agosto de 2013 | CD, descarga digital |
| Francia     | 27 de agosto de 2013 | CD, descarga digital |